# Ришард Гермелін
Ришард Гермелін (пол. Ryszard Hermelin, 2 березня 1903, Перемишль — 1942, Львів) — польський архітектор.

## Біографія
Закінчив архітектурний факультет Львівської політехніки. 1935 року отримав право на самостійну практику. Заснував у Львові власне архітектурне бюро, що знаходилось на вулиці Моджеєвської, 11а (тепер вулиця Кокорудза). 1939 року бюро віднотоване в довіднику на вулиці Гетьманській, 6 (тепер проспект Свободи). Розстріляний у Львові в 1942 році. 
Роботи
- Реконструкція кінотеатру на вулиці Богданівка, 2а у Львові (1935)[4].
- Перебудова будинку № 94 на вулиці Коновальця у Львові (1935—1936)[4].
- Блок житлових будинків у стилі функціоналізму № 51, 53, 55, 57, 59 на вулиці Дорошенка у Львові (1934—1937, співавтори Якуб Менкер, Генрик Зандіг, Саломон Кайль)[4].
- Житловий будинок на вулиці Чернігівській, 15 у Львові (1937)[5].
- Житловий будинок на вулиці Туган-Барановського, 36 у Львові (1937).[6]
- Санаторій «Кришталевий палац» у Трускавці (проєкт 1937 року, збудований до 1939).
- Будинки на вулиці Рутковича, 7—7а у Львові[7].
- Будинок у стилі функціоналізму, № 28 на вулиці Сахарова, споруджений для родини Люстманів[4].